# Chaetovoria antennata
Chaetovoria antennata är en tvåvingeart som först beskrevs av Villeneuve 1920.  Chaetovoria antennata ingår i släktet Chaetovoria och familjen parasitflugor. Arten är reproducerande i Sverige. Inga underarter finns listade i Catalogue of Life.